# Homalophis
Homalophis är ett släkte av ormar i familjen Homalopsidae med två arter som förekommer på Borneo.
Arterna är med en längd upp till 65 cm små ormar. De lever i träskmarker och vid floder med lerig botten. Födan utgörs antagligen av fiskar och grodor. Honor lägger inga ägg utan föder levande ungar. I äldre taxonomiska avhandlingar ingick arterna i släktet Enhydris.
Arterna är:
- Homalophis doriae, hittas i delstaten Sarawak (Malaysia)
- Homalophis gyii, lever i Kalimantan (Indonesiens del av Borneo)